# Џина Б. Нахај
Џина Бархордар Нахај (енгл. Gina Barkhordar Nahai; Техеран, 9. децембар 1960) америчка је књижевница рођена у Ирану. Школовала се у Швајцарској и у Сједињеним Америчким Државама.

## Биографија
Џина Бархордар Нахај рођена је и одрасла у Ирану за време владавине шаха Мохамеда Резе Пахлавија. Државу је са породицом напустила убрзо након исламске револуције. Једна баба јој је Францускиња, а друга Јеврејка. Када је имала тринаест година, уписала се у приватни интернат у Швајцарској, након чега се 1977. преселила у Сједињене Америчке Државе. Сећа се да је тог дана умро Елвис Пресли. Родитељи су јој тек касније рекли да се никад неће вратити у Иран. На Универзитету Калифорније у Лос Анђелесу студирала је политичке науке, што укључује и предреволуционарну и послереволуционарну политику Ирана. Прво је завршила основне студије, а потом и магистрирала. Нахајева је говорник персијског, енглеског, француског и шпанског.
Као чест предавач о темама историје Јевреја у Ирану и теми егзила, бавила се проучавањем иранске политике за министарство одбране Сједињених Америчких Држава. Поред тога ради на универзитету у Јужној Каролини као професор креативног писања и члан је барда директора Центра „Пен“ западног огранка САД. Са супругом и троје деце живи у Лос Анђелесу.

## Издања
Џина Нахај је ауторка четири књиге и једног есеја (без ISBN ):
- Cry of the Peacock. Washington Square Press. 1991. ISBN 978-0-7434-0337-5..
- Moonlight on the Avenue of Faith. Washington Square Press. 1999. ISBN 978-0-671-04283-7..
- Nahai, Gina B. (2001). Sunday's Silence. Simon and Schuster. ISBN 978-0-7434-5945-7..
- Mercy (The Modern Jewish Girl's Guide to Guilt), Penguin Group, 2006.
- Nahai, Gina Barkhordar (2007). Caspian Rain. MacAdam/Cage. ISBN 978-1-59692-314-0..

За та дела је, између осталих, добила и следеће награде:
- 1985: Награда Нелсон Алгрен, Чикаго магазин
- 1999: Најбоља књига године, Лос Анђелес тајмс
- 2001: Најбоља књига године, Лос Анђелес тајмс
- 2002: Награда Сајмон Рокоуер
- 2007: Најбоља књига године, Чикаго трибјун
- 2008: Награда персијког наслеђа
- 2013: Најбољи колумноста, ЛА прес клаб